# Little Brington
Little Brington – wieś w Anglii, w hrabstwie Northamptonshire, w dystrykcie (unitary authority) West Northamptonshire. Leży 10 km na zachód od miasta Northampton i 105 km na północny zachód od Londynu.